# محمد قاسم (لاعب كرة قدم مواليد 1990)
محمد قاسم الجيزاني لاعب كرة قدم سعودي ، يلعب في خط الوسط يلعب حالياً في نادي المحمل .
كانت بداياته مع نادي الهلال و لعب بعدها لأندية النهضة والاتفاق وهجر و القيصومة و وقع مع الدرعية في عام 2015 .